# Parabaena echinocarpa
Parabaena echinocarpa är en tvåhjärtbladig växtart som beskrevs av Friedrich Ludwig Diels. Parabaena echinocarpa ingår i släktet Parabaena och familjen Menispermaceae. Inga underarter finns listade i Catalogue of Life.